# Степное (Феодосия)
Степно́е (до 1960-х годов Новоникола́евка; укр. Степове, крымскотат. Stepnoye, Степное) — село на юго-востоке Крыма. Входит в городской округ Феодосия Республики Крым (согласно административно-территориальному делению Украины — Береговой сельсовет Феодосийского горсовета Автономной Республики Крым).

## Население
| 1989 | 2001 | 2014 |
| ---- | ---- | ---- |
| 35   | ↗45  | ↗57  |

### Динамика численности
| - 1902 год — 62 чел. - 1915 год — 90 чел. - 1926 год — 73 чел. - 1989 год — 35 чел. | - 2001 год — 45 чел. - 2009 год — 100 чел. - 2014 год — 57 чел. |

Всеукраинская перепись 2001 года показала следующее распределение по носителям языка
| Язык             | Процент |
| ---------------- | ------- |
| русский          | 80      |
| крымскотатарский | 13,33   |
| украинский       | 6,67    |

## Современное состояние
На 2017 год в Степном числится 2 улицы — Прудная и Степная; на 2009 год, по данным сельсовета, село занимало площадь 48,5 гектара на которой, в 21 дворе, проживало 100 человек.

## География
Степное расположено примерно в 9 километрах (по шоссе) на север от центра Феодосии, высота центра села над уровнем моря 7 м. Транспортное сообщение осуществляется по региональной автодороге 35А-001 «граница с Украиной — Джанкой — Феодосия — Керчь» (по украинской классификации — М-17).

## История
Впервые в доступных источниках селение встречается в «…Памятной книжке Таврической губернии на 1892 год», согласно которой в Ново-Николаевке Владиславской волости Феодосийского уезда, входившей в Владиславское сельское общество, числилось 62 жителя в 8 домохозяйствах. На верстовой карте 1893 года в Ново-Николаевке обозначено 9 дворов с русским населением. По «…Памятной книжке Таврической губернии на 1902 год» в деревне Ново-Николаевка числилось 60 жителей в 8 домохозяйствах. По Статистическому справочнику Таврической губернии. Ч.II-я. Статистический очерк, выпуск пятый Феодосийский уезд, 1915 год, в деревне Ново-Николаевка Владиславской волости Феодосийского уезда числилось 12 дворов (все дворы с землёй) с русским населением в количестве 90 человек приписных жителей, из которых 50 мужчин и 40женщин. Жители владели 201 десятинами удобной земли. В хозяйствах имелось 42 лошади, 12 волов, 36 коров и 30 голов овец, свиней, или коз.
После установления в Крыму Советской власти, по постановлению Крымревкома от 8 января 1921 года была упразднена волостная система и село вошло во вновь созданный Владиславовский район Феодосийского уезда в состав Владиславовского сельсовета, а в 1922 году уезды получили название округов. 11 октября 1923 года, согласно постановлению ВЦИК, в административное деление Крымской АССР были внесены изменения, в результате которых округа ликвидировались и Владиславовский район стал самостоятельной административной единицей. Декретом ВЦИК от 04 сентября 1924 года «Об упразднении некоторых районов Автономной Крымской С. С. Р.» в октябре 1924 года район был преобразован в Феодосийский и село включили в его состав. В 1925 году, в свете Постановления совещания по Советскому строительству при ЦИК СССР от 3 апреля 1925 года «Об увеличении числа сельсоветов», бы образован Ближне-Камышанский сельсовет, в который вошло село. Согласно Списку населённых пунктов Крымской АССР по Всесоюзной переписи 17 декабря 1926 года, в селе Ново-Николаевка, Ближне-Камышского сельсовета Феодосийского района, числилось 14 дворов, из них 13 крестьянских, население составляло 73 человека, из них 40 русских и 33 украинца. Постановлением ВЦИК «О реорганизации сети районов Крымской АССР» от 30 октября 1930 года (по другим сведениям 15 сентября 1931 года) Феодосийский район был упразднён и село включили в состав Старо-Крымского, а с образованием в 1935 году Кировского — в состав нового района.
После освобождения Крыма от фашистов, 12 августа 1944 года было принято постановление № ГОКО-6372с «О переселении колхозников в районы Крыма» и в сентябре того же года в село приехали первые переселенцы, 428 семей, из Тамбовской области, а в начале 1950-х годов последовала вторая волна переселенцев. С 1954 года местами наиболее массового набора населения стали различные области Украины. С 25 июня 1946 года Новониколаевка в составе Крымской области РСФСР, а 26 апреля 1954 года Крымская область была передана из состава РСФСР в состав УССР. 10 августа 1954 года сельсовет упразднили и Новониколаевка вошла в состав Берегового сельсовета. К 1960 году Новониколаевка была переименована в Степное (согласно справочнику «Крымская область. Административно-территориальное деление на 1 января 1968 года» — в период с 1954 по 1968 год). Указом Президиума Верховного Совета УССР «Об укрупнении сельских районов Крымской области», от 30 декабря 1962 года Кировский район был упразднён и село присоединили к Ленинскому району. 1 января 1965 года, указом Президиума ВС УССР «О внесении изменений в административное районирование УССР — по Крымской области», вновь включили в состав Кировского. Время переподчинения села Феодосийскому горсовету пока не установлено. По данным переписи 1989 года в селе проживало 35 человек. С 12 февраля 1991 года село в восстановленной Крымской АССР, 26 февраля 1992 года переименованной в Автономную Республику Крым. С 21 марта 2014 года в составе Крыма аннексировано Россией, с 5 июня 2014 года — в Городском округе Феодосия.